# Ferme au poste
Pour plus de détails, voir Fiche technique et Distribution.
Ferme au poste (titre original : My Own Pal) est un muet américain perdu réalisé par John G. Blystone et écrit par Lillie Hayward. Le film met en vedette Tom Mix, Olive Borden, Tom Santschi, Virginia Marshall, Ben Bard et William Colvin. 

## Fiche technique
- Réalisateur : John G. Blystone
- Scénario :  Gerald Beaumont, Lillie Hayward
- Directeur de la photographie : Daniel Clark
- Date de sortie :
  - États-Unis : 28 février 1926 [1]
- Production : Fox Film Corporation.

## Distribution
- Tom Mix : Tom O'Hara
- Olive Borden : Alice Deering
- Tom Santschi : August Deering
- Virginia Marshall : Jill
- Ben Bard : Baxter Barton
- William Colvin : Jud McIntire
- Virginia Warwick : Molly
- Jay Hunt : Clown
- Hedda Nova : Mrs. Jud McIntire
- Tom McGuire : Pat McQuire
- Helen Lynch : Trixie Tremaine
- Jack Rollens : Slippery Sam (as Jacques Rollens)
- Jack Kenny : rôle mineur non crédité